# Unterstützungsverband Albanien

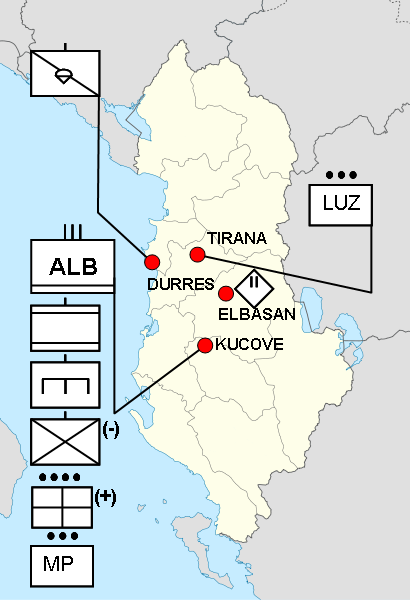
Lage des Unterstützungsverbandes in Albanien

Verbandsabzeichen des Verbandes, oben die Flaggen Albaniens und Deutschlands

Der Unterstützungsverband Albanien, kurz UstgVbd ALB, war ein Verband der Bundeswehr, der von Mai bis September 1999 in Kuçova in Albanien aufgestellt worden war. Der Verband umfasste rund 450 Soldaten.
Das Feldlager lag unmittelbar am albanischen Militärflugplatz Kuçova.

## Vorgeschichte
Nach Beschluss des deutschen Bundestages wurde am 7. Mai 1999 durch das Heeresführungskommando die Aufstellung des Unterstützungsverbandes Albanien befohlen. Auftrag des Verbandes war, als deutscher Anteil der NATO-Operation Allied Harbour Albanien, das von Flüchtlingen aus dem Kosovo überschwemmt wurde, humanitäre Hilfe zu leisten. Dazu sollten in erster Linie Flüchtlingslager aufgebaut und für die Übergabe an humanitäre Hilfsorganisationen vorbereitet werden. In den Verband wurden darüber hinaus Fernmeldekräfte integriert, die die Verbindung des NATO-Hauptquartiers AFOR zu den fünf unterstellten Task Forces sicherzustellen hatten.
Unter Federführung der KLK/ 4. Division und der Pionierbrigade 20 war der Verband so aufzustellen, dass bereits am 14. Mai 1999 die Seeverladung in Cuxhaven erfolgen konnte. Zeitgleich erfolgte die Erkundung möglicher Stationierungsorte in Albanien durch den Kommandeur der Pionierbrigade 20, Oberst Gunnar Högger. Ein Vorkommando unter Führung des Dezernatsleiters AMF (L) aus dem Stand genannter KLK/ 4. Division, Oberstleutnant i. G. Jochen Haupt, verlegte ab dem 20. Mai 1999 auf den Militärflugplatz Kuçova in Mittelalbanien.

## Organisation
Der Unterstützungsverband Albanien wurde gebildet aus Teilen des Stabes genannter ehemaligen Pionierbrigade 20 sowie der KLK-Brigade aus Regensburg sowie einer Pionierkompanie, einer Gebirgsjägerkompanie des ehemaligen Gebirgsjägerbataillons 571 und einer Stabs- und Versorgungskompanie, die aus Teilen der Versorgungskompanie 37 gebildet wurde, beide aus dem sächsischen Schneeberg sowie weiteren kleineren Einheiten und Teileinheiten wie Fernmelder aus Dillingen, Sanitäter zum Großteil aus Feldkirchen und Ulm, SatCom, die zum Teil in anderen Orten in Albanien stationiert waren, unter anderem in der Hafenstadt Durrës.
In Albanien sah die Gliederung des militärischen Verbandes wie folgt aus:
- Stab
- eine Stabs- und Versorgungskompanie
- eine Pionierbaukompanie
- eine Sicherungskompanie (Gebirgsjäger)
- ein verstärktes Rettungssanitätszentrum
- Feldjägerzug (Militärpolizei)
- ein Luftumschlagzug (disclociert auf dem Flughafen Tirana)
- eine Luftlandefernemeldekompanie (dislociert in Durrës)
- ein Verbindungsoffizier zur Task Force South in Elbasan

Der Unterstützungsverband Albanien wurde vom Brigadekommandeur der Pionierbrigade 20, Oberst Gunnar Högger, geführt.

## Auftrag
Der Auftrag des Verbandes war, für die erwarteten Flüchtlinge aus dem Kosovo Flüchtlingslager zu bauen. Da die eigentlichen Flüchtlingsströme ausblieben beziehungsweise der Krieg im Kosovo ein relativ schnelles Ende nahm, entschloss sich der Kommandeur in Abstimmung mit den örtlichen zivilen Repräsentanten aus Kuçova und dem nahen Berat, die Pionierbaukompanie für den Ausbau der Straßen und ähnlichen Reparaturarbeiten einzusetzen. So wurde etwa der Fluss Osum in Berat durch die Pioniere umgeleitet. Insgesamt wurden bis zu fünf Baustellen gleichzeitig betrieben. Indes hatte die Instandsetzung der Straßen, faktisch zum Hauptauftrag avanciert, einen unmittelbar operativen Wert, denn es handelte sich um Hauptversorgungswege der NATO für den Kosovo. Die NATO Operation wurde neben der Route Thessaloniki (Griechenland) – Strumica – Tetovo (beide Mazedonien) zum Teil auch über Albanien (Hafen Durrës) versorgt.
Das Lager verfügte über ein leistungsfähiges Feldhospital für die Soldaten; da der Krankenstand der Bundeswehrsoldaten sehr gering war, waren die zahlreichen Ärzte letztendlich im Rahmen freier Kapazitäten hauptsächlich mit der medizinischen Versorgung der albanischen Bevölkerung beschäftigt.
Daneben unterstützte der Verband den KFOR-Einsatz logistisch und durch temporäre Personalabstellungen nach Mazedonien.

## Betrieb des Feldlagers
Anfangs lebten die Soldaten unter feldmäßigen Bedingungen, da das Lager auf einem Gelände errichtet wurde, das lediglich über einige wenige ruinenhafte Gebäudereste der albanischen Armee verfügte. Innerhalb weniger Wochen entstand aber ein Musterlager, das zum Schluss unter anderem eine Feldpost, Kantinen, ein Beachvolleyball-Feld und eine Feldwäscherei besaß. Gleichwohl blieb das Lager ein Feldlager im wörtlichen Sinne, denn die Unterbringung erfolgte, weitestgehend unabhängig vom Dienstgrad, in 8-Mann-Zelten.
In der Küche, der Feldwäscherei und der Instandsetzung wurden lokale Hilfskräfte eingestellt. Ein Teil der Versorgungsgüter wurden am lokalen Markt erworben.

## Bedeutung für die albanische Bevölkerung
Die albanische Bevölkerung stand der Bundeswehr und dem Verband ausgesprochen positiv gegenüber, da die NATO und damit die deutschen Soldaten als Befreier ihrer Brüder im Kosovo gefeiert wurden. Die Arbeit des Unterstützungsverbandes wurde von der albanischen Bevölkerung ausnahmslos begrüßt, obwohl die eigentlichen Infrastrukturmaßnahmen letztendlich nur einen Tropfen auf dem heißen Stein darstellten. Außerdem profitierte die Wirtschaft der umliegenden Dörfer durch das deutsche Feldlager, denn nach und nach wurden Versorgungsdienstleistungen wie Entsorgung oder Autowäsche aus Kosten- und Effizienzgründen an örtliche Unternehmer vergeben.

## Ende des Einsatzes
Der Verband war de jure kein originärer Teil der KFOR-Truppen, sondern hatte ein eigenes, humanitäres Mandat. Der Auftrag war auf humanitäre Hilfe beschränkt. Der Einsatz der Gebirgsjäger erfolgte nur zur Absicherung der Baustellen aufgrund der Kriminalität, da die allgemeine Sicherheitslage in Albanien kritisch war. Letztlich war Albanien aber nicht Einsatzland, sondern Gastland.
Dies und der Umstand, dass die Soldaten nicht über die verbindliche Einsatzvorausbildung verfügten, war mit ein Grund, weshalb der Verband später nicht, wie zwischenzeitlich angedacht, in das KFOR-Kontingent überführt werden konnte, um dann im Kosovo Dienst zu tun. (Die o. g. mehrwöchige Personalverstärkung (SichKr als Wachverstärkung, Pioniere usw.) beschränkte sich auf Standorte in Mazedonien (Ohrid, Tetovo, Strumica sowie ein Depot bei Strumica). Mazedonien war zu dieser Zeit nicht Einsatzland, sondern Gastland für die Logistik).
Auch der sich selbst gegebene Auftrag, die albanische Infrastruktur auszubauen, konnte letztendlich nicht überzeugen. Im August wurde beschlossen, den Verband aufzulösen. Im September wurden alle Truppenteile zurück nach Deutschland verlegt.

## Verluste
Auf der Fahrt von Durrës nach Metar stürzte ein Transportpanzer vom Typ Fuchs von einer Brücke auf eine Uferböschung. Dabei kam Oberstabsarzt Sven Eckelmann ums Leben. Ein weiterer Soldat wurde schwer, einer leicht verletzt.